# Vojtěch Řepa
Vojtěch Řepa (Velká Bíteš, 14 augustus 2000) is een Tsjechisch voormalig wielrenner die reed voor Topforex Lapierre en Equipo Kern Pharma. 

## Overwinningen
2020
 Tsjechisch kampioen op de weg, Beloften
Eind- en jongerenklassement Ronde van Małopolska
2022
Jongerenklassement Ronde van Slovenië

## Resultaten in voornaamste wedstrijden
| Jaar | Ronde van Italië | Ronde van Frankrijk | Ronde van Spanje |
| ---- | ---------------- | ------------------- | ---------------- |
| 2022 |                  |                     | 77e              |

## Ploegen
- 2020 –  Topforex Lapierre Pro Cycling Team
- 2021 –  Equipo Kern Pharma
- 2022 –  Equipo Kern Pharma
- 2023 –  Equipo Kern Pharma tot 2/5

Adrià · Agirre · Araiz · Arrieta · Berrade · Carboni (vanaf 9/9) · Carretero · J. Castrillo · Cobo · Galván · C. García Pierna · R. García Pierna · Jaime · D. Lopez · J. López · Marquez · Mendez · Miquel · Moreno · Novikov · Parra · Řepa · Ruiz · Sánchez · van der Tuuk · P. Castrillo (stagiair) · Fernandez (stagiair) · Retegi (stagiair)
Adrià · Agirre · Arrieta · Berrade · Carboni · Carretero · Castrillo · Cobo · Elosegui · Galván · C. García Pierna · R. García Pierna · Jaime · López · Marquez · Miquel · Parra · Řepa (tot 2/5) · Retegi · Ruiz · Sánchez · van der Tuuk · Aznar (stagiair) · Carrascosa (stagiair) · Dorenbos (stagiair)